# Fausto Bagatti Valsecchi
Fausto Bagatti Valsecchi (Milano, 13 settembre 1843 – Milano, 16 febbraio 1914) è stato un architetto e avvocato italiano.

## Biografia
Figlio di Pietro e di Carolina Angiolini, Fausto nacque a Milano il 13 settembre 1843. Si laureò successivamente in giurisprudenza, pur conservando col fratello Giuseppe una comunanza d'amore e di gusto per l'arte, in particolare quella rinascimentale.
Fu così che i due fratelli si impegnarono attivamente per la ristrutturazione completa del palazzo di famiglia secondo lo stile architettonico da loro amato, con l'ideale di vivere come principi del rinascimento pur non rinunciando a tutte le comodità di un secolo così innovativo come l'Ottocento poteva offrire. Tale palazzo è oggi noto per essere la sede del Museo Bagatti Valsecchi, con una vasta raccolta di dipinti, sculture, armi, oggetti in vetro e prodotti di oreficeria, tessuti, ceramiche, libri ed oggetti d'artigianato provenienti dall'epoca rinascimentale dell'Italia e della Lombardia, ricostruendo fedelmente un'abitazione dell'epoca, che poi altro non era che la residenza ufficiale della famiglia stessa.

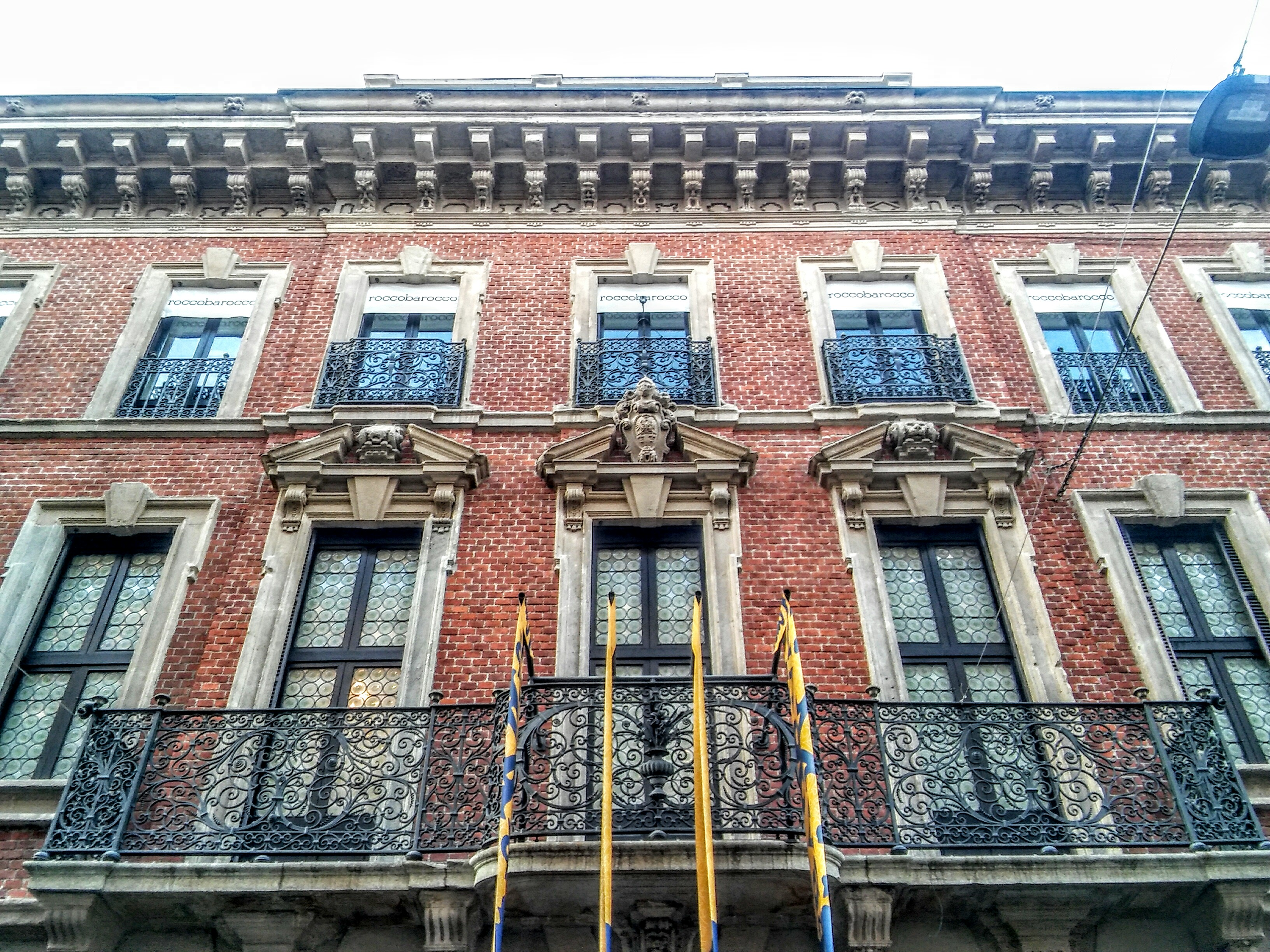
Palazzo Bagatti Valsecchi, facciata su via Gesù

A livello di architettura, Fausto si impegnò anche nella ristrutturazione di altri edifici di sua proprietà che oggi si affacciano su via Santo Spirito (1883 e 1895), ove riprodusse le forme rispettivamente di un palazzo milanese del tardo cinquecento e del pieno quattrocento, dedicando particolare cura anche al design degli interni.
Sempre sul finire del secolo, fu Fausto a dedicarsi ancora alla ristrutturazione architettonica delle ville di famiglia a Grandola ed a Varedo; in quest'ultima località, nello specifico, Fausto curò personalmente la realizzazione di un intero villaggio colonico nel giardino della villa, ricomponendovi anche alcune campate del lazzaretto di Milano che si era premurato di acquistare all'epoca della sua demolizione. Realizzò nel contempo anche il nuovo cimitero del paese. 
Con il nuovo secolo il Bagatti Valsecchi si preoccupò della progettazione della nuova chiesa parrocchiale di Verderio, mentre con la collaborazione del fratello curò quella di Senago.

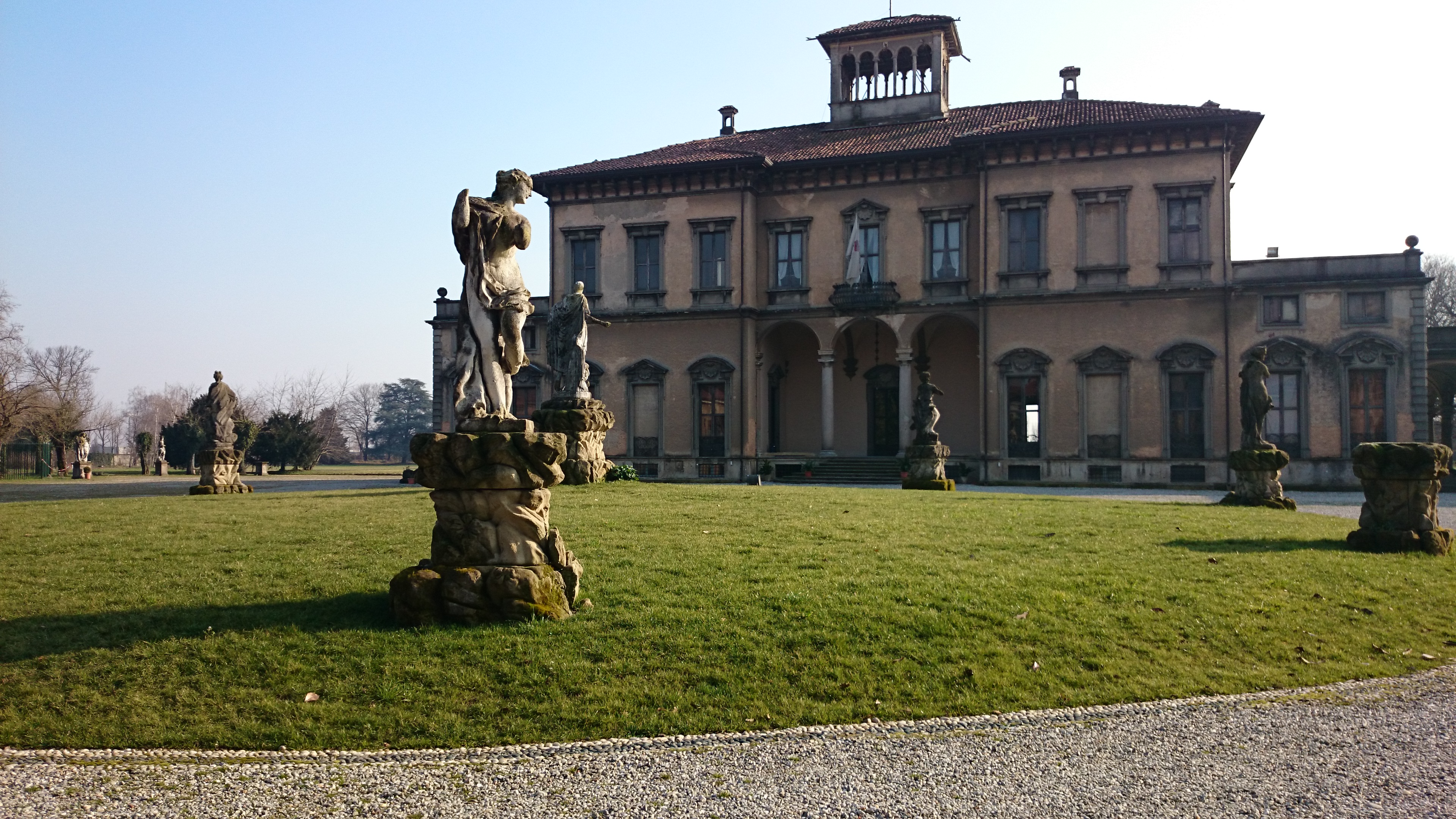
Villa Bagatti Valsecchi (Varedo)

Sempre nell'ambito religioso privato, Faustò progetto la cappella funeraria della famiglia Rossi a Schio, quella della famiglia Taverna a Canonica, la cappella Prinetti a Montesiro, la cappella Cagnola a Gazzada, la cappella Cusani a Carate Brianza, la cappella Meli Lupi di Soragna a Soragna, la cappella Dal Pozzo a Oleggio Castello. Numerosi furono anche i rifacimenti di complessi architettonici già esistenti come le ville signorili Gnecchi di Verderio e Greppi di Carsaniga, oltre al "Subaglio" dei Prinetti Castelletti a Merate, la residenza dei Borromeo d'Adda a Senago con attiguo casino di caccia, nonché la residenza dei Vittadini (poi Gallarati Scotti) ad Arconate, quasi contemporanea a quella dei Casati Stampa di Soncino a Balsamo ed alla collaborazione tenuta dal Bagatti Valsecchi nella realizzazione del Castello D'Albertis a Quarto, presso Genova. All'estero disegnò personalmente il Palazzo della Legazione Italiana a Cettigne nel Montenegro. 
A Milano si dedicò inoltre all'importantissimo progetto per il restauro della chiesa di Santa Maria della Pace che, sconsacrata, venne adibita a sala concerti grazie all'interessamento di Lorenzo Perosi, per poi tornare alla pratica religiosa. Sempre a Milano, il Bagatti Valsecchi ricostruì completamente la porta detta "dei Carmini" del Castello Sforzesco, quella in stile che ancora oggi si può vedere dotata di ponte levatoio.

## Archivio
Documentazione relativa ai progetti redatti dagli architetti Fausto e Giuseppe Bagatti Valsecchi raccolta in circa 150 buste di vari formati conservate in 2 cassettiere: disegni tecnici a matita e china su carta e su carta millimetrata, schizzi a matita e china su carta, disegni a china e acquerelli policromi (1.300 circa); dagherrotipi, stampe all'albumina e fotografie (900 circa), incisioni (120 circa), documenti e pubblicazioni (140 circa). 
Il Museo Bagatti Valsecchi possiede anche l'Archivio storico della famiglia Bagatti Valsecchi con inventario a cura di Antonella Bilotto su incarico della Soprintendenza Archivistica della Lombardia, 2001. Altri documenti sono conservati presso l'Archivio Storico Civico di Milano, l'Archivio Comunale di Varedo (Milano), l'Archivio privato Carlo Gnecchi Ruscone di Inzago (Milano), l'Archivio privato Francesco Gnecchi Ruscone di Milano, l'Archivio privato Adalberto Borromeo di Oreno (Milano), l'Archivio privato famiglia Sala di Milano, l'Archivio Rocca di Soragna (Parma).